# Bartolomeo Sovero
Bartolomeo Sovero (Corbières, 1576 – Padova, 23 luglio 1629) è stato un matematico svizzero.

## Biografia
Nato a Corbières, nel Canton Friburgo, Sovero frequentò il Collegio Elvetico a Milano (1592-93) e il Collège Saint-Michel a Friburgo (1593-94). Entrato nella Compagnia di Gesù (1594), studiò logica nel Collegio di Brera a Milano (1596-99), formandosi anche in matematica. In seguito insegnò nei collegi gesuitici di Mondovì e Milano (1602-03). Nel 1604 fu costretto a lasciare l'ordine per gravi problemi familiari e fece probabilmente ritorno a Friburgo. Dal 1616 fu a Torino al servizio del duca di Savoia, dapprima come educatore, poi come bibliotecario e docente universitario di ebraico, caldeo, siriaco e greco. Dal 1619 al 1623 fu erudito alla corte del cardinale Maurizio di Savoia, accompagnandolo in due viaggi a Roma. Nel 1624 subentrò a Giovanni Camillo Glorioso come professore di matematica all'Università di Padova. Bartolomeo Sovero morì a Padova il 23 luglio 1629. La sua biblioteca contribuì ad accrescere quella della biblioteca universitaria di Padova.

## Opera
L'unica opera a stampa del Sovero, Curvi ac recti proportio, lo vede inserito nella storia della matematica del primo Seicento. Si tratta di un volume diviso in sei libri, cui certamente l'autore non poté dare l'ultima mano. Manca infatti una prefazione complessiva che colleghi tra l'altro i contenuti dei primi quattro libri, dedicati a proporzioni, diseguaglianze e trigonometria con quelli degli ultimi due, di gran lunga più importanti. Essi sono invece forniti di introduzioni autonome che chiariscono l'ottica in cui vanno letti i contributi ivi contenuti, esposti naturalmente secondo uno schema di rigore geometrico tradizionale. Il quinto libro tratta della generazione delle coniche nel piano, applicata al problema delle due medie proporzionali mentre l'ultimo affronta il problema della quadratura del cerchio e della divisione della circonferenza in un numero qualsivoglia di parti, utilizzando essenzialmente la spirale di Archimede, la quadratrice di Dinostrato e le estensioni o varianti di quest'ultima che compaiono qui per la prima volta.
L'opera di Sovero fu al centro di un'infiammata polemica scientifica, che ebbe a protagonisti il gesuita Paolo Guldino e Bonaventura Cavalieri, già allievo di Benedetto Castelli e dal 1629 lettore di matematica all'Università di Bologna. Senza mezzi termini il Guldin accusava il professore milanese di avere tratto dal Sovero, oltre che da Keplero, i princìpi fondamentali della sua celeberrima geometria degli indivisibili. La critica era manifestamente infondata e se ne avvide anche il Favaro, il quale, ciò nonostante, a differenza di altri studiosi, esprime un giudizio sostanzialmente positivo e sul matematico svizzero, che egli pone tra i «precursori di Leibniz e di Newton» e sulla sua opera, che «contiene in germe una idea la quale permette di affermare che il Sovero aveva posto il piede nella via che nel suo principio ha l'abbozzo del metodo dei limiti, quale si trova nelle opere di Archimede, ed al cui estremo sta il calcolo differenziale.»

## Opere
- (LA) Curvi ac recti proportio, Padova, Varisco Varisco, 1630.